# Vortex (filme)
Vortex é um filme de drama francês de 2021 dirigido por Gaspar Noé. Foi exibido na seção de estreias no Festival de Cinema de Cannes de 2021. A obra gira em torno das lutas de um casal de idosos com a saúde em declínio e seu filho.

## Elenco
- Dario Argento - Pai
- Françoise Lebrun - Mãe
- Alex Lutz - Filho
- Laurent Aknin
- Jean-Pierre Bouyxou